# Nationwide Building Society
Nationwide Building Society — британское строительное общество, функционирующее как кооперативный банк; насчитывает 16,3 млн членов.

## История
Кооперативные строительные общества начали возникать в Великобритании во второй половине XIX века, первое, Co-operative Permanent Building Society, начало работу в Лондоне в 1884 году. К 1970 году в него влилось 250 других строительных обществ, и название было изменено на Nationwide Building Society. В 1987 году было поглощено Anglia Building Society. В 1997 году члены общества проголосовали против размещения акций на Лондонской фондовой бирже и за сохранение кооперативного статуса. В 2007 году произошло слияние с Portman Building Society, количество членов достигло 13 млн, а активы составили 160 млрд фунтов. В следующем году было поглощено ещё несколько обществ, пострадавших от мирового финансового кризиса
.

## Деятельность
Из активов 255 млрд фунтов на 4 апреля 2021 года (конец финансового года компании) 191 млрд составили ипотечные кредиты, 7 млрд коммерческие кредиты, 4 млрд — потребительские. Основным источником наполнения банковского капитала являются депозитные вклады членов общества, 170 млрд фунтов, на 28 млрд было выпущенной ценных бумаг.